# Ken Flach
Ken Flach, född 24 maj 1963 i Saint Louis, Missouri, död 12 mars 2018 i San Francisco, Kalifornien, var en amerikansk tennisspelare.
Han tog OS-guld i herrarnas dubbelturnering i samband med de olympiska tennisturneringarna 1988 i Seoul.